# Конинг, Джордж
Джордж Виллем Конинг (нидерл. George Willem Koning; 7 июля 1914, Амерсфорт — 11 мая 1999, Недерхорст ден Берг) — нидерландский футболист, игравший на позициях левого полусреднего и правого крайнего нападающего, выступал за команды «Аякс» и «Харлем».

## Спортивная карьера
В возрасте девятнадцати лет Джордж дебютировал в составе футбольного клуба «Аякс», до этого он выступал за молодёжную команду. В стартовом составе впервые вышел 24 декабря 1933 года в товарищеской игре против югославского клуба «Београдски», сыграв на позиции левого полусреднего нападающего рядом с Эрвином ван Вейнгарденом. Встреча на домашнем стадионе «Хет Хаутен» завершилась вничью 2:2. Первую игру в чемпионате Нидерландов провёл 7 января 1934 года в Роттердаме против «Фейеноорда». В гостях на стадионе «Кромме Зандвег» его команда одержала крупную победу со счётом 1:4 — во втором тайме Конинг дважды имел возможность отличиться, но в обоих моментах был неточен. В дебютном сезоне он принял участие в семи матчах чемпионата, но забитыми голами не отличился. «Аякс» по итогам сезона занял первое место в своей западной группе и турнире чемпионов, но титул чемпиона страны амстердамцам достался лишь в дополнительном плей-офф, поскольку сразу три команды по результатам чемпионского турнира набрали по 10 очков. 
Во втором сезоне крайне редко появлялся в основном составе «Аякса» — в августе 1934 года сыграл один матч на турнире Кубок АРОЛ против клуба ЗАК, а в декабре отыграл 90-минут в кубковой игре с «Фризией». В апреле 1935 года появился в стартовом составе команды в матче против бельгийского «Льерса», который проходил в рамках полуфинала пасхального турнира «Аякса». За четыре сезона Конинг сыграл девять матчей в первенстве Нидерландов. В последний раз в составе «красно-белых» выходил на поле 28 февраля 1937 года в матче чемпионата с роттердамским СВВ.
В 1938 году перешёл в «Харлем». Первоначально играл за второй состав «Харлема», а с сезона 1940/41 стал регулярно играть за основной состав на позиции правого крайнего нападающего. В сезоне 1945/46 выиграл с командой титул чемпиона страны.

## Личная жизнь
Джордж родился в июле 1914 года в Амерсфорте. Отец — Джордж Кристиан Фредерик Конинг, мать — Адриана Йохана Кристина ван де Бранд, оба родителя были родом из Арнема. Помимо него, в семье было ещё трое детей: сыновья Геррит и Адолф, дочь Катарина Кристина.
Женился в возрасте двадцати семи лет — его упругой стала 26-летняя Петронелла Герардина Мария де Клейен, уроженка Гааги. Их брак был зарегистрирован 14 июля 1941 года в Амстердаме. В марте 1944 года у них родилась дочь по имени Марья Йоланде, а в сентябре 1948 года родился сын Джордж Йоханнес Паулюс. 
С декабря 1989 года проживал с супругой в деревне Недерхорст ден Берг.
Умер 11 мая 1999 года в Недерхорст ден Берге в возрасте 84 лет. Церемония кремации состоялась 18 мая на территории кладбища Де Ньиве Остер в Амстердаме.

## Статистика по сезонам
| Клуб | Сезон   | Чемпионат Нидерландов | Чемпионат Нидерландов | Кубок Нидерландов | Кубок Нидерландов | Итого | Итого |
| Клуб | Сезон   | Игры                  | Голы                  | Игры              | Голы              | Игры  | Голы  |
| ---- | ------- | --------------------- | --------------------- | ----------------- | ----------------- | ----- | ----- |
| Аякс | 1933/34 | 7                     | 0                     |                   |                   | 7     | 0     |
| Аякс | 1934/35 | 0                     | 0                     | 1                 | 0                 | 1     | 0     |
| Аякс | 1935/36 | 1                     | 0                     | 0                 | 0                 | 1     | 0     |
| Аякс | 1936/37 | 1                     | 0                     |                   |                   | 1     | 0     |
| Аякс | Итого   | 9                     | 0                     | 1                 | 0                 | 10    | 0     |

## Достижения
- Чемпион Нидерландов (2): 1933/34, 1945/46